# Lambrey
Lambrey är en kommun i departementet Haute-Saône i regionen Bourgogne-Franche-Comté i östra Frankrike. Kommunen ligger i kantonen Combeaufontaine som tillhör arrondissementet Vesoul. År 2022 hade Lambrey 67 invånare.

## Befolkningsutveckling
Antalet invånare i kommunen Lambrey
| Referens: INSEE |